# Georthocladius longicalcaneum
Georthocladius longicalcaneum är en tvåvingeart som beskrevs av Ole Anton Saether och Andersen 1996. Georthocladius longicalcaneum ingår i släktet Georthocladius och familjen fjädermyggor. Inga underarter finns listade i Catalogue of Life.